# Ensis minor
Ensis minor är en musselart som beskrevs av Dall 1900. Ensis minor ingår i släktet Ensis och familjen knivmusslor. Inga underarter finns listade i Catalogue of Life.
Höger och vänster klaff av samma exemplar:

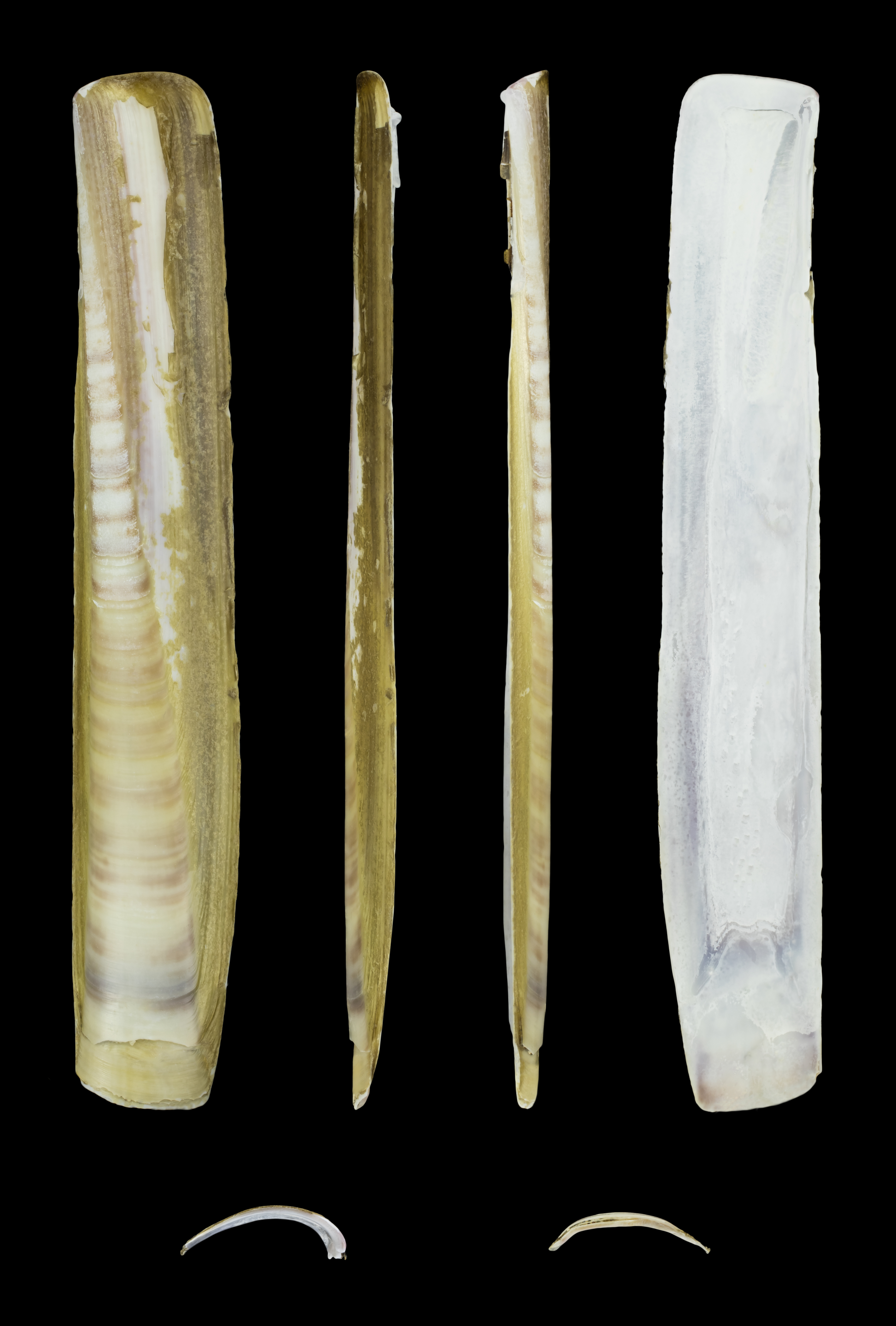
Höger klaff
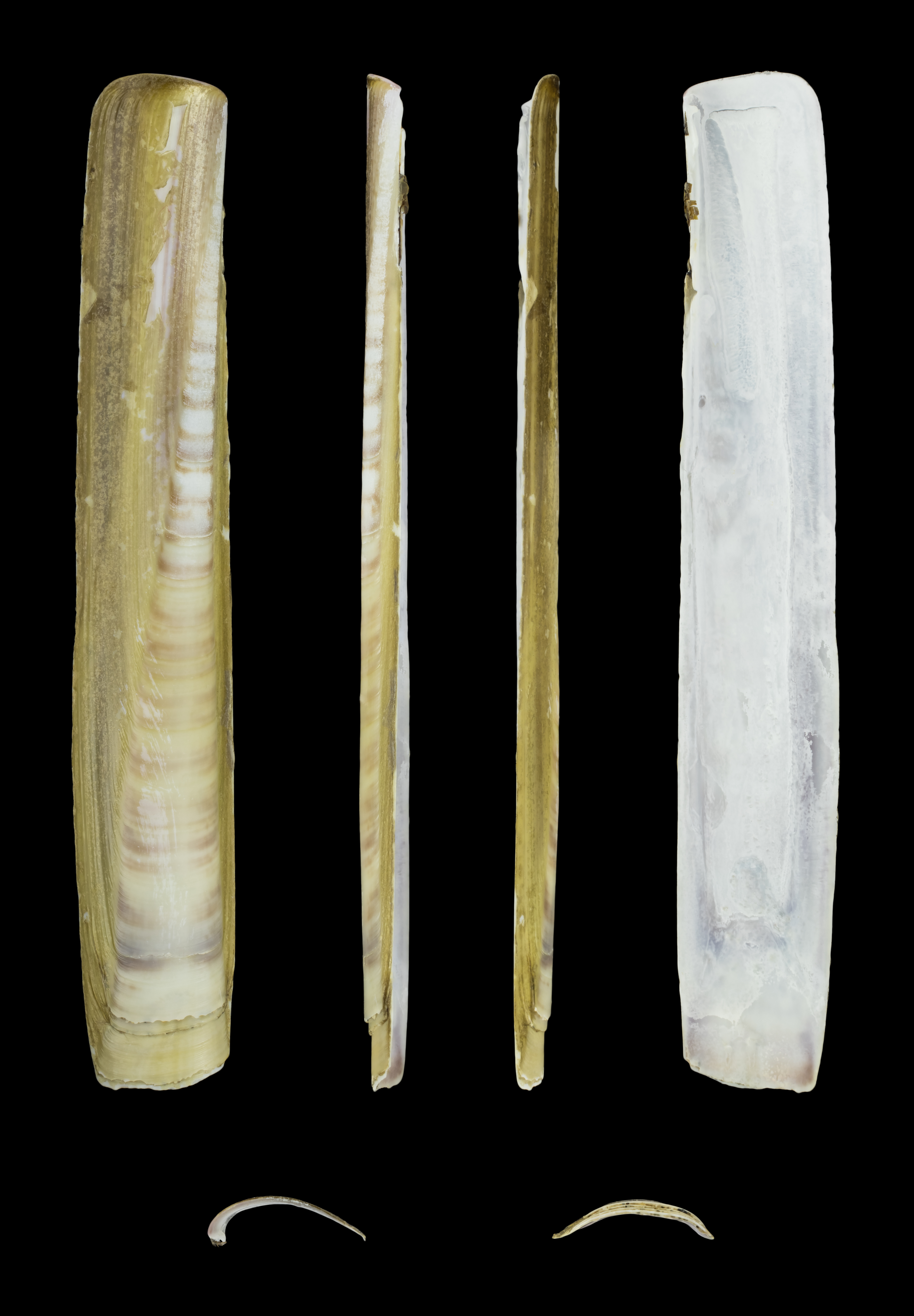
Vänster klaff

## Bildgalleri

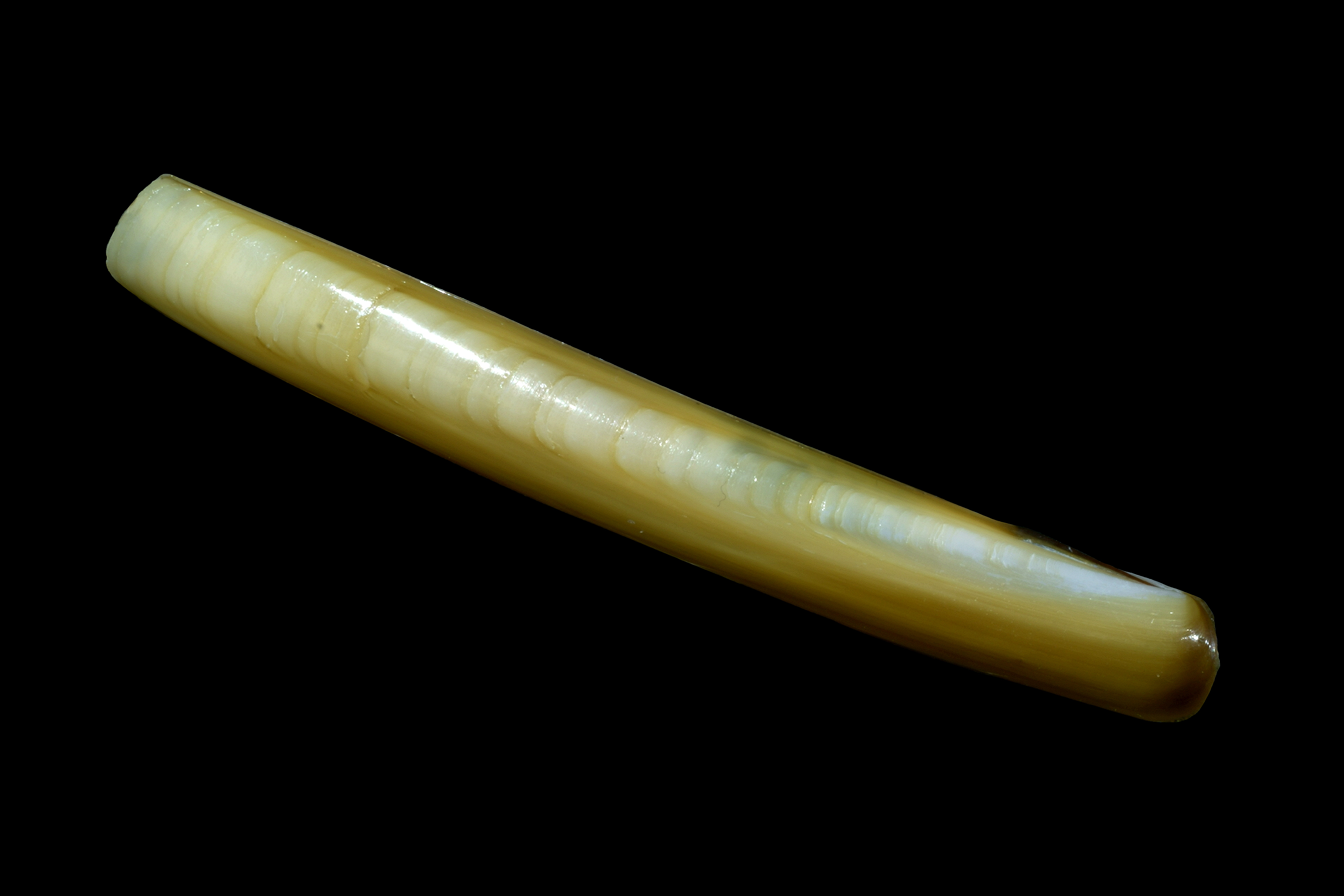
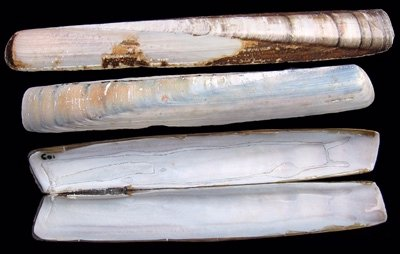
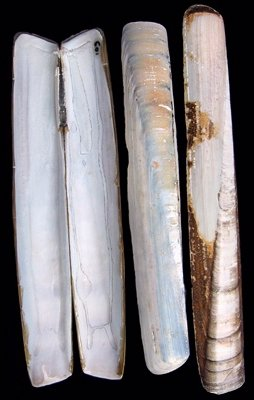
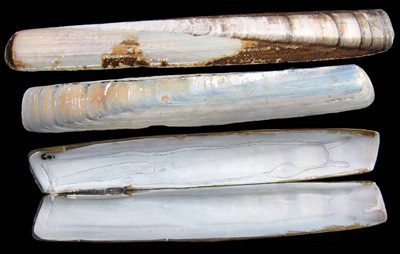